# Клајер
Клајер (фр. Clayeures) насеље је и општина у североисточној Француској у региону Лорена, у департману Мерт и Мозел која припада префектури Линевил.
По подацима из 2011. године у општини је живело 195 становника, а густина насељености је износила 21,17 становника/km². Општина се простире на површини од 9,21 km². Налази се на средњој надморској висини од 240 метара (максималној 351 m, а минималној 252 m).

## Демографија
| 1962. | 1968. | 1975. | 1982. | 1990. | 1999. | 2011. |
| ----- | ----- | ----- | ----- | ----- | ----- | ----- |
| 178   | 192   | 184   | 156   | 148   | 153   | 195   |

График промене броја становника у току последњих година